# مطبخ أذربيجاني
تأثر المطبخ الأذربيجاني على مر القرون بالأطعمة من مختلف الثقافات بسبب الحراك السياسي والاقتصادي في أذربيجان. مع ذلك، يمتلك المطبخ الأذربيجاني اليوم خصائص مميزة وفريدة من نوعها. تنتشر الكثير من الأطعمة الأصلية من أذربيجان في البلدان المجاورة حاليًا، أما بالنسبة للأذربيجانيين، فالطعام جزء مهم من ثقافة البلاد وتضرب جذوره عميقاً في تقاليد وتاريخ وقيم الأمة.
يشتهر المطبخ التقليدي بوفرة الخضروات التي تستخدم موسمياً في الأطباق المحلية. الأعشاب الطازجة، بما في ذلك النعناع والكزبرة والشبت والريحان والبقدونس والطرخون والكراث والثوم المعمر والزعتر والمردقوش والبصل الأخضر والجرجير ذات شعبية كبيرة وغالباً ما تصاحب الأطباق الرئيسية على المائدة.
المطبخ في أذربيجان جزء مهم من ثقافة البلاد. ينعكس تنوع الظروف المناخية وخصوبة الأرض في الأطباق الوطنية والتي تقوم على الأسماك من بحر قزوين واللحوم المحلية (لحم الضأن ولحم البقر بشكل رئيسي) ووفرة الخضار الموسمية والخضر. بلو أرز الزعفران هو الغذاء الرئيسي في أذربيجان والشاي الأسود هو المشروب الوطني.

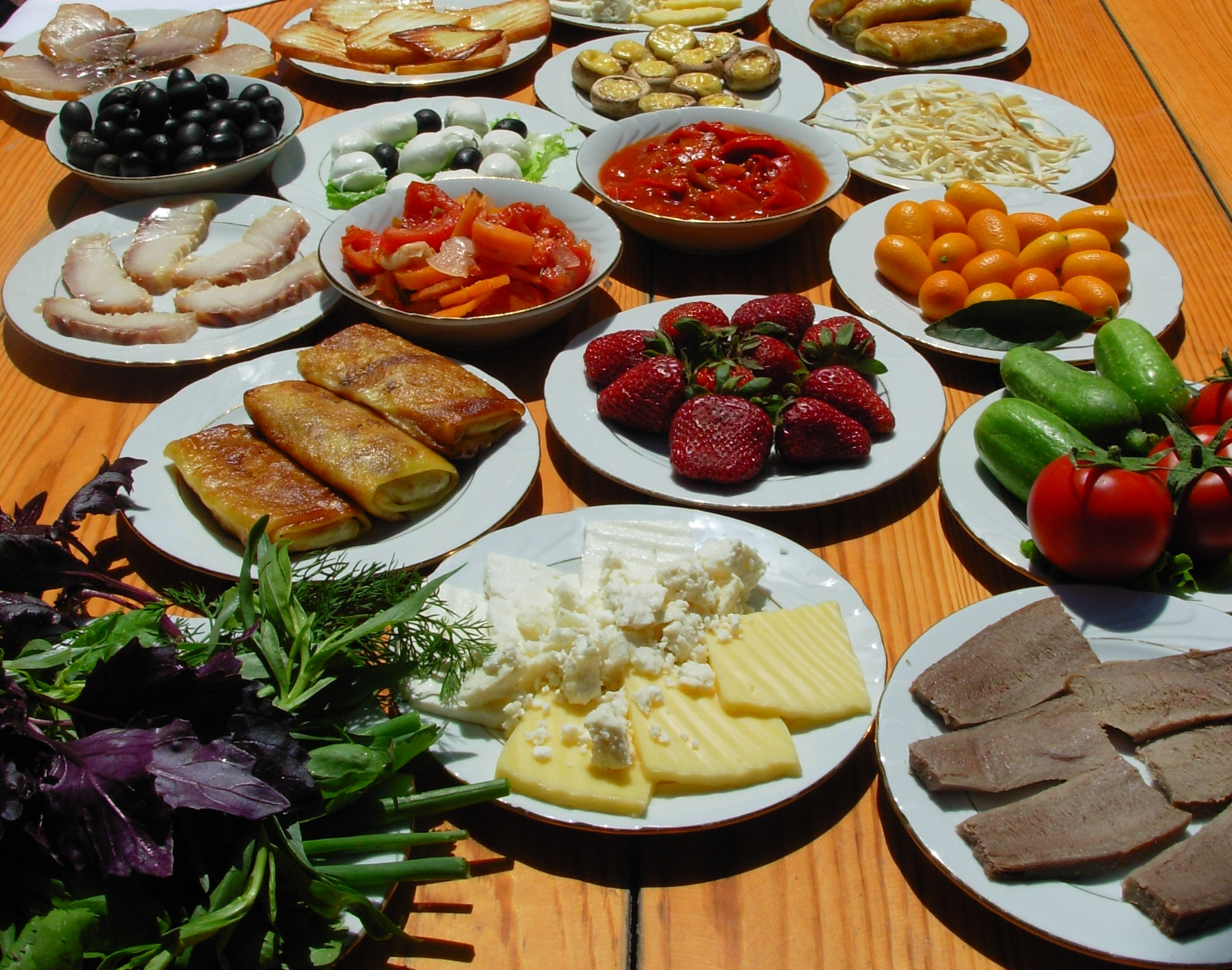
Light snacks of Azerbaijani cuisine.

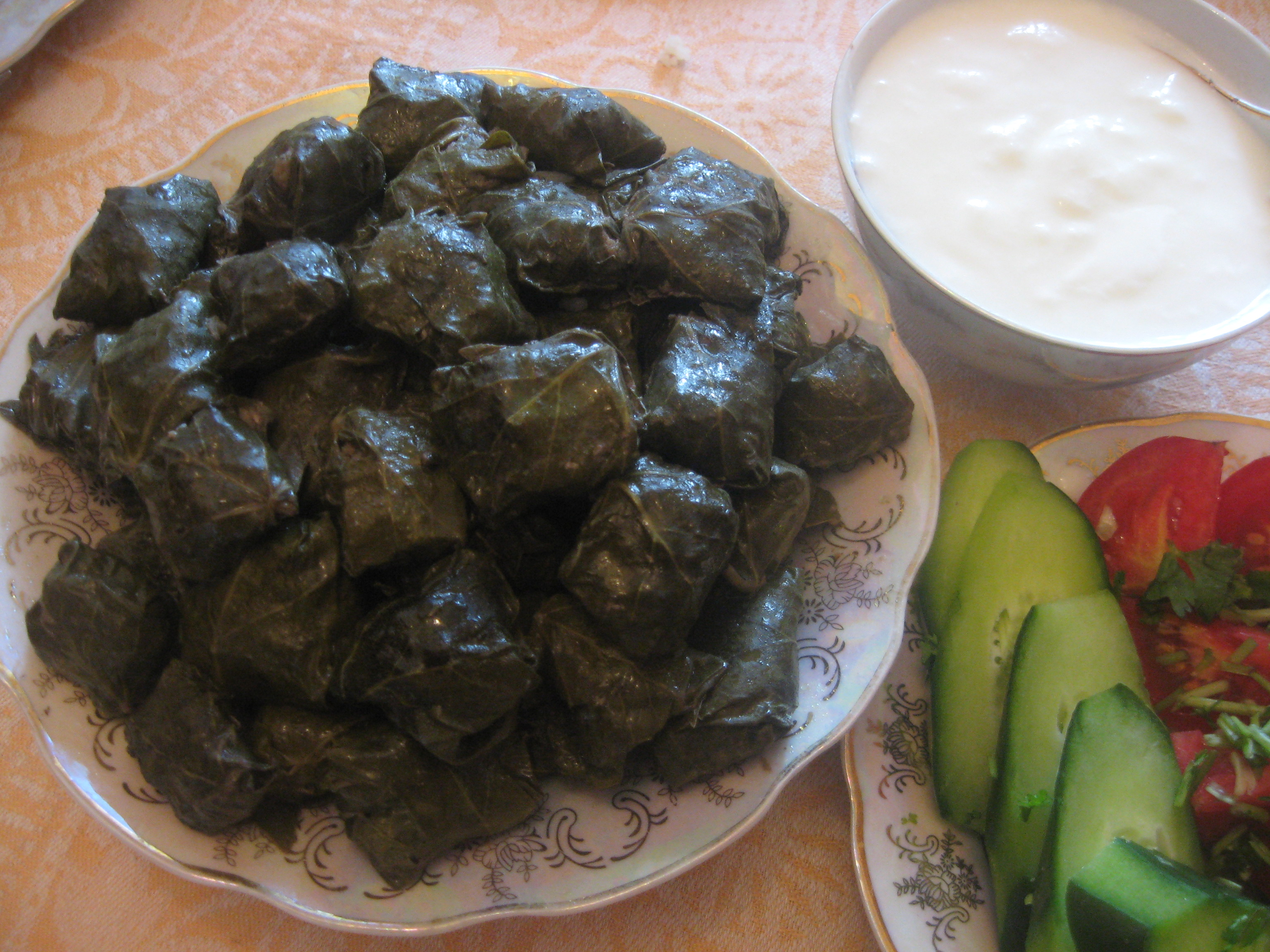
Azerbaijani ورق دوالي

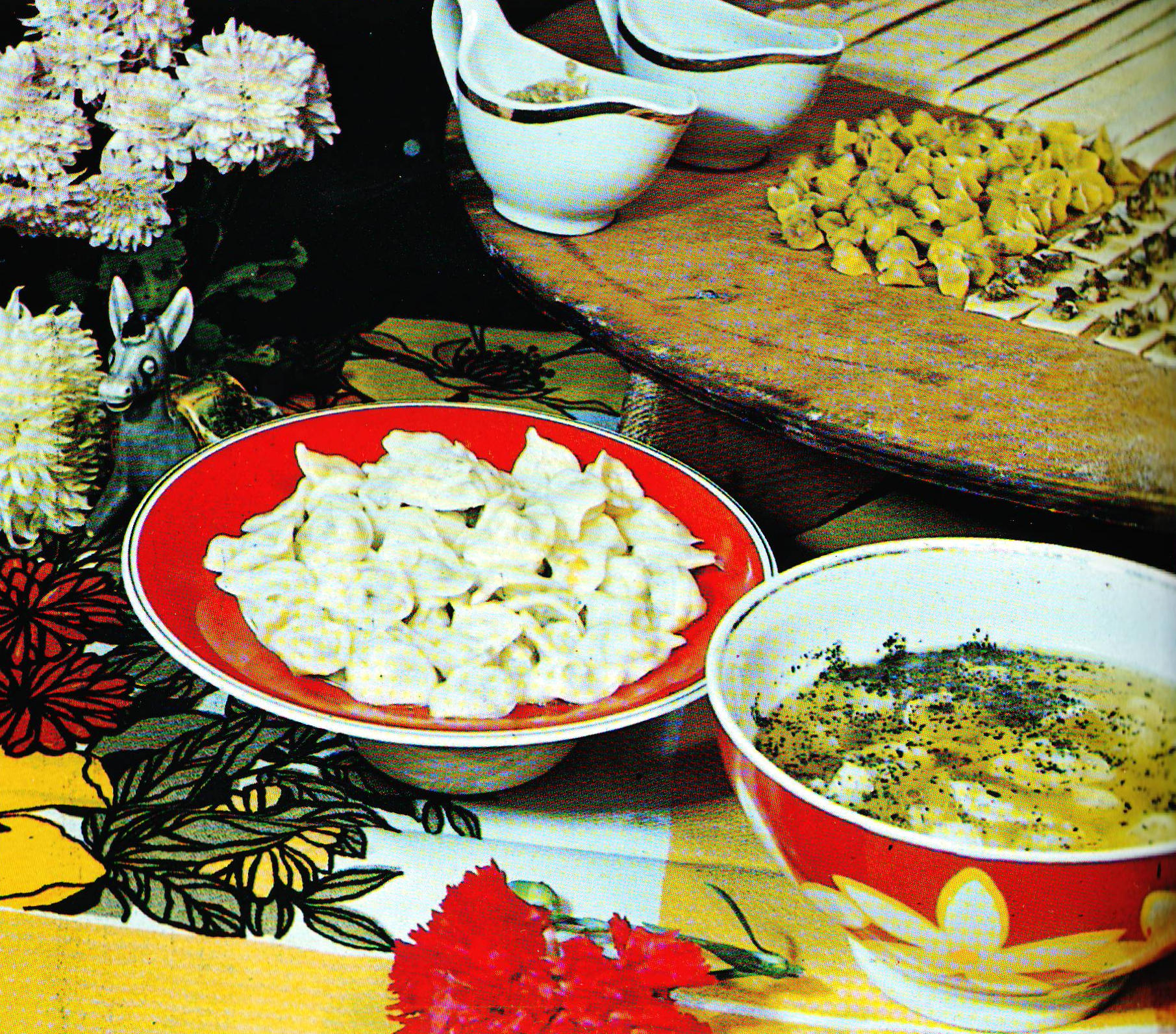
Azerbaijani شيشبرك

## الحلويات

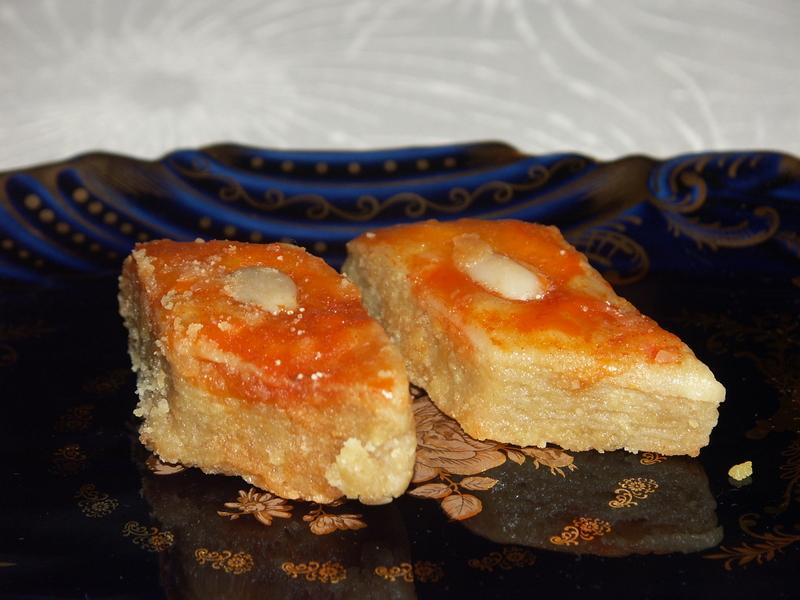
بقلاوة

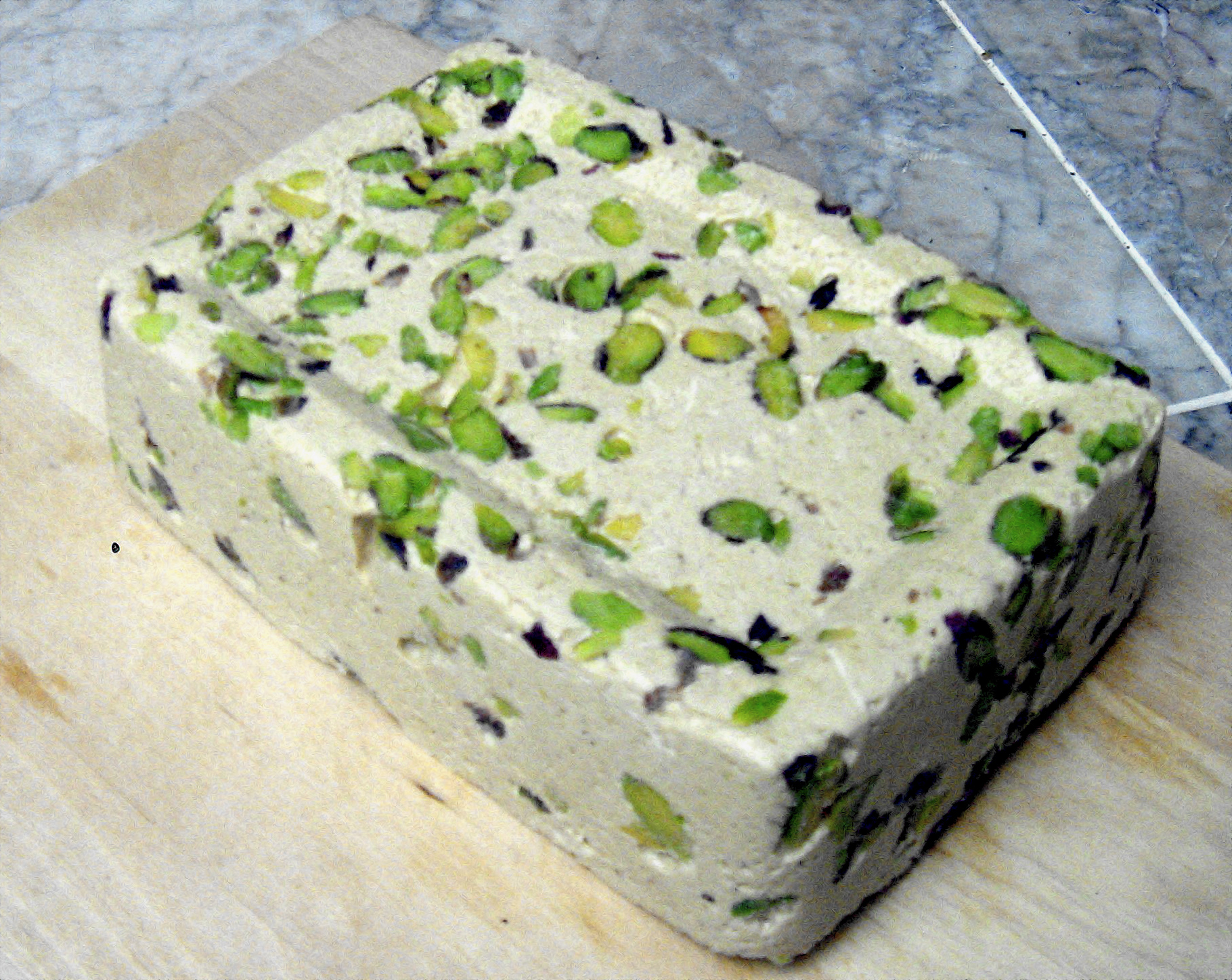
Pistachio حلاوة طحينية